# Grand Lake St. Marys
Der Grand Lake St. Marys (offizieller, jedoch nur selten verwendeter Name: Grand Lake, wörtlich „Großer See“) ist ein künstlicher See in den Countys Mercer und Auglaize im US-Bundesstaat Ohio.

## Geschichte
Der See wurde ab 1837 als Reservoir für den Miami-Erie-Kanal nahe dem namensgebenden Ort St. Marys angelegt. Als er 1845 fertiggestellt wurde, war er mit einer Fläche von 54 km² der flächengrößte von Menschenhand geschaffene See der Welt.
Nachdem in den 1890ern in der Gegend Öl entdeckt wurde, standen einige Bohrtürme in dem See, der selten tiefer als 1,5 bis 2 m ist.
1949 wurden mit dem Grand Lake und einigen anderen Speicherseen des Miami-Erie-Kanals die ersten State Parks Ohios eingerichtet. Der State Park umfasst die gesamte Seefläche. Mit 2,4 km² ist der Anteil der Landfläche des Grand Lake St. Marys State Park verhältnismäßig klein. Heute dient der See in erster Linie als Erholungsgebiet. Es gibt einen am Seeufer gelegenen Campingplatz mit 198 Wohnwagen-Stellplätzen.